# Discovery One
De Discovery One is een fictief ruimteschip uit het boek 2001: A Space Odyssey en de film 2010: The Year We Make Contact.
De United States Spacecraft Discovery One is een 140,1 meter lang interplanetair ruimteschip. Het werd gebouwd in een baan om de Aarde en stond onder controle van een kunstmatige intelligentie: de HAL 9000 Logic Memory System.

## Missie
De Discovery One was in eerste instantie bedoeld als onderszoeksschip dat de geringde planeet Saturnus zou onderzoeken. Maar nadat op de Maan een buitenaards artefact werd gevonden dat signalen naar Jupiter verstuurde, werd op het laatste moment besloten om de Discovery One naar de reuzenplaneet te laten reizen. Omdat het schip niet was bedoeld voor zo'n lange reis zou het een enkele reis worden. Een nog te bouwen Discovery II zou vijf jaar later bij Saturnus aankomen om de bemanning weer terug naar de Aarde te brengen.
Het schip stond onder leiding van commandant David Bowman, hoewel hij in de praktijk de leiding in wisseldienst deelde met Frank Poole. De drie andere bemanningsleden Victor Kaminsky, Jack Kimball en Peter Whitehead (Charles Hunter in het boek) waren in een kunstmatige winterslaap gebracht en zouden pas bij aankomst worden gewekt.
Helaas werd alleen de HAL 9000 boordcomputer geïnformeerd over het ware doel van de missie, namelijk het onderzoeken van de buitenaardse ontvanger waar de signalen van het Maan-artefact naartoe werden gestuurd. Deze geheime informatie zorgde ervoor dat de onfeilbaar geachte computer fouten begon te maken. Omdat de HAL deze fouten niet wilde toegeven, deed de computer er alles aan om zijn falen geheim te houden. Uiteindelijk besloot hij zelfs om de mensen aan boord om te brengen. Het lukte David Bowman om HAL uit te schakelen, maar pas nadat deze de andere mensen aan boord had vermoord.

## Technische informatie
Algemeen
- Lengte: 140,1 meter (boek: 130 meter)
- Gewicht: 5440 ton
- Besturing van alle systemen: HAL (Heuristisch-geprogrammeerde ALgoritmische computer) 9000
- Aandrijving: Lagedruk-plasmamotoren
- Indeling Discovery: vooraan de commandomodule, daarachter 4 zuurstoftanks, dan de koelvinnen voor de reactor-afvalwarmte (alleen in het boek) en helemaal achterin de atoomreactor

Commandomodule
- Afmeting: 16,5 meter diameter (boek: 13 meter)
- Kunstmatige zwaartekracht door 12 meter diameter centrifuge in het equatoriale gedeelte (1 omwenteling/10 sec.)
- Indeling zwaartekrachtzone: keuken, sanitaire voorzieningen, eetkamer en 5 bemanningshutten
- Buiten de zwaartekrachtzone: cockpit, computerruimte, astronomisch laboratorium en uitgebreide elektronische bibliotheek

Diversen
- Drie capsules van 3 meter diameter voor buitenwerkzaamheden (de zogenaamde 'EVA-pods', met de namen Anna, Betty en Clara)
- Uitgebreide scanners voor de korte en middellange afstand
- Collisiesondes voor het vernietigen van Meteorieten
- Planeetsondes voor planetair onderzoek